# Metroid: Samus Returns
Vous lisez un « bon article » labellisé en 2018.  Il fait partie d'un « bon thème ».
Metroid: Samus Returns (ou Samus Returns) est un jeu vidéo d'action-aventure développé par MercurySteam en collaboration avec Nintendo EPD et édité par ce dernier le 15 septembre 2017 sur la console portable Nintendo 3DS. Samus Returns, jeu de la série Metroid, est un remake de Metroid II: Return of Samus, sorti sur Game Boy en 1991. Yoshio Sakamoto, le réalisateur historique de la série, supervise le projet en tant que producteur principal.
L'histoire et la structure du jeu sont similaires à Metroid II, mais Samus Returns intègre des contrôles, des visuels et un gameplay améliorés, et introduit de nouvelles fonctionnalités dans les jeux Metroid II en deux dimensions, comme une contre-attaque, la possibilité de tirer librement dans n'importe quel angle, et une sélection de capacités. Le développement commence en 2015 et dure deux ans, le jeu étant produit par le développeur historique de la série Yoshio Sakamoto.
Le jeu est plutôt bien accueilli par la presse spécialisée et reçoit des critiques positives pour ses visuels et son gameplay amélioré par rapport au concept original, mais aussi quelques bémols comme le rythme de jeu saccadé provoqué par les contre-attaques.

## Trame

### Univers
La planète SR388 est un univers extraterrestre dans lequel réside un sentiment d'isolement. Les zones sont plus grandes que dans le jeu original et par conséquent plus complexes. Le joueur croise de nombreux ennemis variés et des métroïdes dans divers salles et grottes, des salles remplies d'eau de lave, à la chaleur étouffante, ou des vestiges de constructions,,.

### Contexte et scénario
Metroid: Samus Returns est un remake du jeu intitulé Metroid II: Return of Samus, sorti sur Game Boy en 1991, et partage donc la même histoire,,.
En l'an 20X5, la chasseuse de primes solitaire nommée Samus Aran est envoyée par la Fédération galactique sur la planète Zèbes afin d'infiltrer dans la base souterraine des Pirates de l'espace. Là, elle déjoue leurs plans qui consistent à exploiter les organismes parasitaires appelés métroïdes, et élimine leur chef, Mother Brain. Prenant conscience des dangers représentés par la menace de ces parasites, la Fédération galactique envoie alors une équipe spéciale de soldats sur leur planète d'origine, SR388, dans le but d'enquêter sur l'espèce. Cependant, l'escadron périt rapidement. Lorsque la Fédération réussit à collecter des données confirmant la présence de métroïdes, Samus est envoyée sur SR388 pour exterminer l'espèce une fois pour toutes,.
Samus Aran atterrit sur SR388 et en explore les souterrains. Elle est confrontée aux métroïdes, aux différentes étapes de leur évolution, de la créature s'apparentant à la simple méduse jusqu'aux grands monstres reptiliens. Après avoir tué la plupart de ceux-ci, Samus trouve et détruit la reine Metroid. Pendant sa fuite, elle trouve un œuf de métroïde, qui éclot. La larve prend Samus pour sa mère, qui ne peut se résoudre à éradiquer ce dernier représentant de l'espèce et décide d'épargner sa vie. Quand Samus, accompagnée de la larve, atteint la surface d'SR388 pour rejoindre son vaisseau, le duo est attaqué par Ridley, semi-mécanisé. Un long combat mène Samus à la victoire, qui quitte la planète.
La fin du jeu permet l'introduction de futurs jeux de la série. Une scène cinématique est débloquée après les crédits de fin du jeu, dans laquelle un Hornoad (un petit monstre issu de Metroid II et de Fusion) est infecté par un parasite X. Si le joueur termine le jeu à 100 %, un contenu additionnel est débloqué. Une galerie de photos est alors accessible, décrivant l'histoire de la race Chozo, qui a habité sur SR388. Dès leur arrivée sur SR388, les Chozos font face aux parasites X qui utilisent les créatures vivantes de la planète comme hôtes. Pour éradiquer les X, les Chozos créent alors les métroïdes, les seuls organismes capables d'en venir à bout. La disparition des X permettent ainsi aux Chozos de vivre en paix, mais ils perdent rapidement le contrôle de leurs sauveurs, les métroïdes, qui deviennent à leur tour une menace. Les dernières images de la galerie montrent deux dirigeants Chozos en plein débat, puis révèle que l'un a pris le dessus et tué l'autre, épaulé par son armée.

## Système de jeu

### Reprise du concept
Metroid: Samus Returns est un jeu d'action-aventure à défilement latéral se déroulant dans un univers en deux dimensions,. Le joueur contrôle le protagoniste de la série, la chasseuse de primes appelée Samus Aran, dans un environnement labyrinthique qu'il explore par zone, et élimine des aliens hostiles, tout en récoltant des power-up permettant d'obtenir l'accès à de nouvelles zones,. Samus Returns est un remake du jeu intitulé Metroid II: Return of Samus, sorti sur Game Boy en 1991, et partage donc une structure similaire au jeu original, et propose de nouveaux contrôles, de nouveaux visuels et un nouveau gameplay,,. S'il en est un remake, le jeu n'est pas une transposition niveau par niveau de l'original. Tous deux partagent la même histoire et concept, mais le jeu reste une réinterprétation. À l'instar du jeu dont il s'inspire, le jeu intègre un détecteur lui indiquant la proximité d'un métroïde. Chaque zone souterraine remplie de lave, se vide quand le joueur vient à bout de tous les métroïdes se trouvant dans la zone précédente. Chaque descente de lave laisse alors apparaitre de nouvelles zones fonctionnant sur ce même principe, et ainsi de suite. Le système de jeu classique de Metroid, basé sur le déblocage progressif des armes, des équipements et des zones, est donc secondaire, laissant place à un jeu basé sur la tuerie de métroïdes. Chaque zone comporte une statue Chozo qui déclenche un tremblement de terre permettant de faire baisser ce niveau de lave, quand le joueur a récupéré tous les ADN des métroïdes de la zone. Si le concept central reste identique à celui du deuxième épisode, de nombreux secrets et éléments ont cependant été introduits afin de pousser le joueur à retourner dans les zones précédentes, rendant le jeu plus proche du concept original,. Le joueur doit éliminer quarante métroïdes au total. Le système de dissimulation d'objets ou de passages derrières des blocs de décors est toujours présent. Cependant, un scanner permet de repérer des éléments.
Samus Aran doit comme à l'accoutumée acquérir progressivement son équipement. Le jeu intègre les mêmes éléments que dans l'original, comme la boule morphing, araignée, et de saut, l'attaque en vrille, le costume Varia, le rayon de glace, plasma ou à ondes améliorant le rayon de base,. Plusieurs équipements introduits après Metroid II sont intégrés dans Samus Returns, en particulier le rayon-grappin, les bombes de puissance et les super missiles. À l'instar des précédents jeux de la série, la maitrise de certaines techniques, comme le bomb jump, est nécessaire pour terminer le jeu à 100 %.

### Nouveautés
Ce nouvel épisode introduit quelques fonctionnalités inédites dans la série de jeux Metroid en deux dimensions, notamment une frappe de riposte permettant au personnage d'asséner un coup critique à ses ennemis. Quand Samus est à proximité de ses ennemis, elle se charge en énergie, lui permettant de réaliser cette contre-attaque, qui les étourdit temporairement. Dans Metroid II, la direction des tirs du personnage joueur est limitée à des angles spécifiques, alors que Samus Returns possède un mode de visée libre à 360° qui permet de tirer dans n'importe quel angle,. Le mode classique avec huit angles de tir reste activable. Samus obtient un panel de nouveaux pouvoirs, issus de l'énergie Aéion (gérée à l'écran par une jauge), améliorant quatre aspects que sont la navigation, le combat, la défense ou l'exploration. Un exemple des capacités Aéion est le détecteur à impulsion, qui permet à Samus de scanner son environnement afin de trouver des passages secrets et des items, ou le bouclier et le ralentisseur de temps,. L'Aéion est régénéré chaque fois qu'un ennemi est éliminé. Le jeu propose également des stations de téléportation (points de téléportation), permettant à Samus de voyager rapidement entre les zones. La Nintendo 3DS permet l'affichage d'une carte sur le deuxième écran, sur laquelle le joueur peut placer des repères, par exemple pour mémoriser des lieux particuliers. Une fonctionnalité permet de reprendre le jeu à la précédente sauvegarde ou au précédent checkpoint. Le jeu comporte plusieurs scènes cinématiques comportant des graphismes en trois dimensions, dont certaines sont présentées durant les combats, afin d'expliquer au joueur des fonctionnalités de gameplay.
Le jeu prend en charge quatre figurines Amiibo compatibles, notamment celles basées sur la série Metroid, les deux commercialisées à l'occasion de la sortie du jeu et les deux en relation avec la série Super Smash Bros.. Une fois scannées, les joueurs peuvent débloquer des réservoirs d'énergie et un marqueur Metroid, qui permet de localiser les metroïdes à proximité du personnage joueur. Quand le jeu est terminé au moins une fois, certains contenus exclusifs aux Amiibo sont débloqués. Samus Returns propose alors un nouveau mode de jeu intitulé Fusion, qui comporte le costume de fusion de Samus et offre un niveau de difficulté accru, et plusieurs galeries d'art. Un mode difficile standard est également débloqué à la fin du jeu, mais n'implique pas l'utilisation de figurine Amiibo,.

## Développement

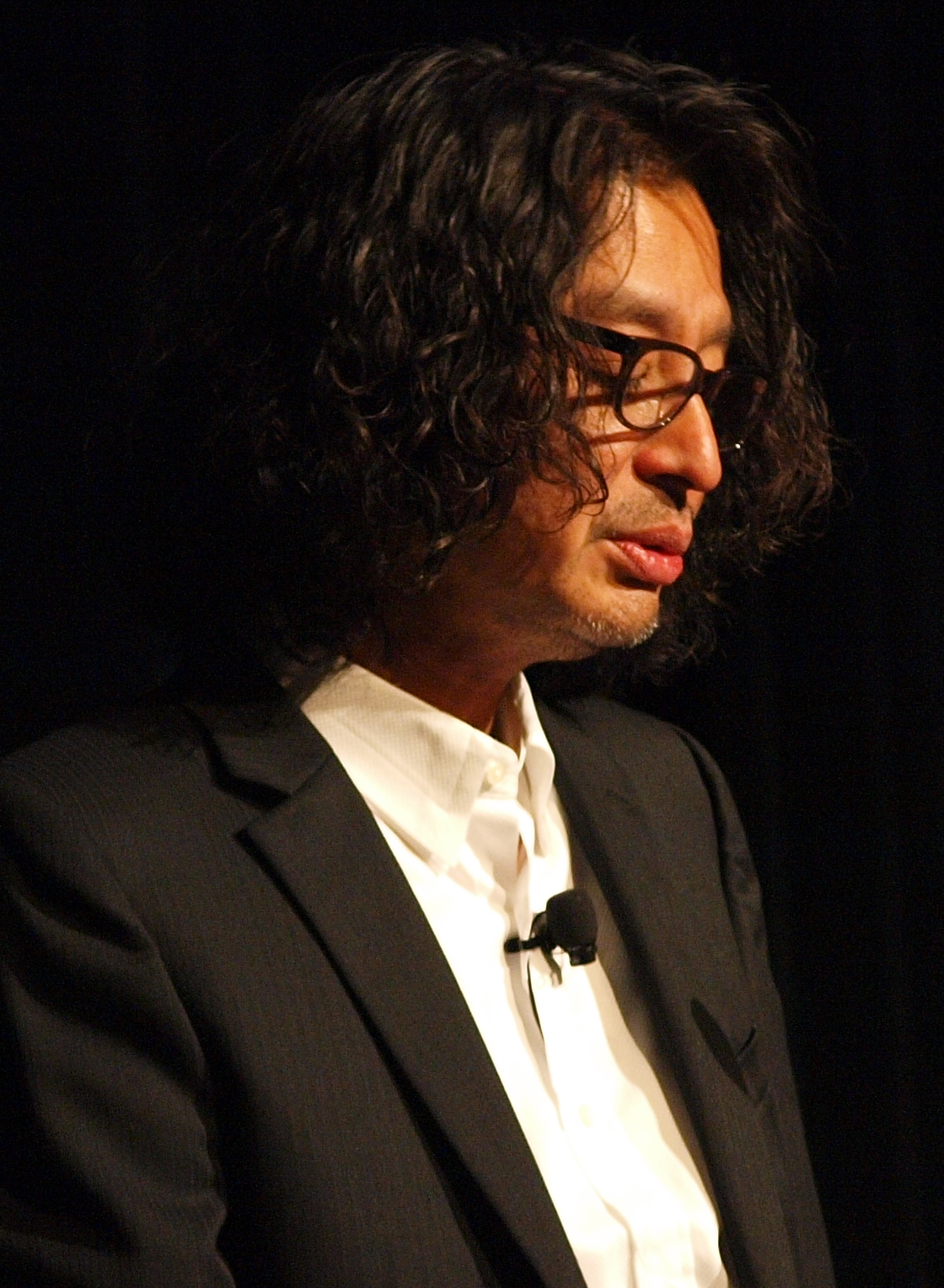
Yoshio Sakamoto, personne clef de l'histoire de Metroid, officie en tant que producteur principal.

### Genèse
Metroid: Samus Returns est développé par le studio de développement espagnol MercurySteam en collaboration avec Nintendo EPD,. Le processus a débuté en 2015 et a duré deux ans,. Yoshio Sakamoto de la division Nintendo EPD supervise le projet en tant que producteur principal, alors que Takehiko Hosokawa du même studio réalise le jeu,, en coopération avec Jose Luis Márquez de chez MercurySteam. Depuis la réalisation du dernier Metroid en deux dimensions treize ans auparavant, c'est-à-dire depuis Metroid: Zero Mission, Sakamoto a envie de créer un nouveau jeu dans ce style. Il a également pris en compte la demande montante des fans de voir un nouveau jeu Metroid en deux dimensions. MercurySteam, qui a déclaré être intéressé par tenter le challenge de faire le remake d'un jeu Metroid, reçoit Sakamoto dans les studios afin d'organiser la collaboration. Márquez révèle que c'est Nintendo, ayant appris leur intérêt pour la franchise, qui les appelle par téléphone. MercurySteam présente à Nintendo le pitch du remake de Metroid: Fusion qu'elle a réalisé, mais c'est finalement Metroid II que Nintendo décide de moderniser. Lors de la première annonce publique de la création du jeu en juin 2017, Sakamoto dévoile que le jeu n'a aucun lien avec le remake amateur intitulé AM2R qui a été stoppé par Nintendo en août 2016. Sakamoto choisit MercurySteam d'abord car l'entreprise s'est montrée intéressée par la réalisation d'un jeu Metroid, mais aussi parce qu'au vu des précédentes réalisations, il considère qu'elle a le talent et les connaissances pour y arriver. Pour lui, confier le développement du jeu à une entreprise tierce, qui-plus-est occidentale, est un bon moyen pour introduire des idées fraiches et de nouveaux concepts dans la série,.
Au départ, Sakamoto ne veut pas réaliser un remake, mais simplement un jeu Metroid classique en 2D. Il n'a pas participé à la création de Metroid II et estime donc que cette expérience s'apparente plus à la création d'un nouveau jeu. Pour lui, ce projet n'a pas été aisé. Il précise que, selon lui, les développeurs délivrent des messages aux joueurs dans chaque jeu et a du bien comprendre ceux proposés par Metroid II afin de proposer une qualité au moins équivalente. De plus, c'est la première fois qu'il réalise dans la série un jeu en hommage à un autre jeu. Bien que Sakamoto n'ait pas participé à la création de Metroid II, il rappelle l'importance de ce jeu dans le scénario global de la série, en particulier la première rencontre de Samus avec une larve métroïde. Il considère donc que le projet est un jeu important dans la série et est enthousiaste au sujet de ce remake. Márquez dévoile qu'il a rejoué et terminé Metroid II juste avant le début du développement, afin de bien saisir l'ambiance et l'esprit du jeu original. Cependant, durant le processus, l'équipe ne s'y réfère plus, et pour le magazine anglais spécialisé dans le retrogaming Retro Gamer, c'est la raison pour laquelle Metroid: Samus Returns semble être un vrai jeu plutôt qu'une simple copie.

### Apports au concept original
Sakamoto dévoile que MercurySteam et lui ont travaillé comme une équipe classique et unique, plutôt que de simplement laisser faire un studio externe et imposer quelques volontés précises sur certains aspects. Sakamoto a déclaré qu'il tient à ce que certaines des traditions des jeux Metroid en deux dimensions évoluent. De son côté, la volonté de Márquez est de garder l'équilibre entre les marqueurs et l'esprit de la série, et les apports plus en adéquation avec le gameplay et les attentes de l'époque (le jeu est sorti en 2017). Pour ce remake, Sakamoto veut préserver l'originalité de ce qui a fait la série et veut éviter les changements sans bonnes raisons. L'approche utilisée est d'ajouter des éléments nouveaux aux aspects qui peuvent faire progresser le concept de base des jeux Metroid. Ces idées ont conduit à l'amélioration des contrôles, comme la possibilité de tirer dans n'importe quelle angle, ce qui amène plus de précision. De cette nouveauté et amélioration de la maitrise des tirs, découle le choix effectué par l'équipe d'ajouter un plus grand nombre d'ennemis. MercurySteam propose de nombreuses innovations. L'idée d'une frappe de riposte et d'une contre-attaque sont justement proposées par l'entreprise espagnole, qui a implémenté un système de parade similaire dans le précédent jeu que le studio a développé en 2013 intitulé Castlevania: Lords of Shadow - Mirror of Fate. Sakamoto considère que l'inclusion de cette contre-attaque offre au joueur un style de combat alternatif, à l'opposé des précédents jeux de la série dans lesquels le joueur doit faire face à des attaques et charges d'ennemis qu'il doit éviter, puis contre lesquels il doit riposter de loin. MercurySteam intègre les stations de téléportation, une première dans la série, afin d'aider les joueurs dans les zones complexes. La totalité des visuels et du gameplay des boss sont améliorés et de nouveaux sont créés. Chaque type de métroïde a été conservé mais amélioré ou existe en version plus puissante. De nombreux secrets et éléments ont été rajoutés afin de pousser le joueur à explorer à nouveau les zones précédentes. Sakamoto décrit le gameplay du premier opus de simple et très direct, et cherche donc par ces ajouts à « pimenter l'expérience de jeu sur SR388 », aidé par le système de carte mis en place sur le second écran.
La décision de passer de graphismes en deux dimensions communément utilisés dans les jeux Metroid vers des graphismes en trois dimensions polygonale est prise afin de permettre à l'équipe de développement d'incorporer beaucoup d'animations variées et utiliser différents angles de vue pour améliorer les scènes cinématiques. Sakamoto tient à souligner que l'avancée technologique des consoles portables a également été un apport au jeu, en particulier grâce à la Nintendo 3DS et l'usage des deux écrans ou de la 3D stéréoscopique.

## Bande-son
La bande-son de Metroid: Samus Returns est composée par Daisuke Matsuoka, sous la direction de Kenji Yamamoto, qui a travaillé sur l'épisode de 1994 sur Super Nintendo intitulé Super Metroid, ainsi que sur d'autres titres de la série,. La bande-son intègre plusieurs remix issus du jeu Super Metroid. La musique de Samus Returns soutient constamment l'ambiance, ponctuée de silences augmentant l'inquiétude de l'approche de métroïdes.

## Commercialisation
Le projet est dévoilé le 13 juin 2017 pendant un livestream Treehouse de Nintendo lors de l'Electronic Entertainment Expo 2017. Cependant, l'importance de l'annonce reste secondaire, puisque la principale nouvelle est celle de la révélation de la création de Metroid Prime 4, faite le même jour. Le jeu est sorti sur la console portable Nintendo 3DS le 15 septembre 2017. Une version spéciale du jeu est commercialisée avec une couverture réversible et un CD audio appelé Samus Archives qui comprend vingt-cinq pistes issues de nombreux jeux Metroid, y-compris ce dernier. Une version européenne intitulée Legacy Edition comporte également un CD audio, un artbook de quarante pages, un porte-clefs en forme de boule morphing, un badge du logo Metroid en forme de S, un code de téléchargement pour le jeu original Metroid II sur le Nintendo eShop et un steelbook, c'est-à-dire une boîte en acier sous forme d'une cartouche Game Boy. Le jeu supporte les Amiibo et deux figurines sont lancées en même temps que le jeu. La première figurine est le protagoniste Samus, à genoux dans la même position que sur la jaquette du jeu original, et la seconde est une créature Metroid échappée de son vase de confinement. Une édition spéciale de la console New Nintendo 3DS XL à l'effigie de la série Metroid intitulée Samus Edition est également commercialisée le 15 septembre 2017 dans un pack comprenant le jeu,.

## Accueil
Metroid: Samus Returns est bien accueilli par la presse spécialisée et reçoit des critiques positives pour ses visuels et son gameplay amélioré par rapport au concept original, mais aussi quelques bémols comme le rythme de jeu saccadé provoqué par les contre-attaques. Lors de l'annonce du jeu, les fans restent pourtant dubitatifs concernant le choix de se baser sur Metroid II, mais aussi au sujet de l'externalisation de la production via le studio espagnol MercurySteam, dont le précédent remake du jeu Castlevania: Lords of Shadow - Mirror of Fate a été moyennement accueilli. Si le jeu dont il s'inspire est de loin le titre le moins apprécié de la série, il en résulte un jeu pouvant être qualifié par certains de nouveau jeu.
Selon Jeuxvideo.com, « rarement un jeu aura aussi bien offert une vraie difficulté à l’ancienne » et relève les nouveautés en matière de gameplay. IGN juge les apports minimes et estime que « c'est pour le mieux ». IGN relève l'amélioration de la jouabilité, grâce à des mouvements plus aisés et des tirs plus précis. Pour le site, les contre-attaques ralentissent le rythme du jeu au début de la partie, mais au fur et à mesure que l'armement de Samus s'améliore, ce qui facilite l'élimination des ennemis via les armes, elles deviennent moins importantes et servent essentiellement à recharger les capacités Aéions. IGN considère également que le marquage des lieux sur la carte réduit l'expérience de jeu. Selon le site, le jeu met l'exploration et les combats à part égal, à la manière de Metroid Prime, mais ces derniers sont un peu trop répétitifs. Gamekult loue la souplesse des contrôles et un champ de vision accru, mais juge cependant la nécessité d'appuyer sur une combinaison de deux boutons pour activer les capacités Aéions comme un point faible. Selon le site, le backtracking (retour sur ses pas) n'apporte que peu de choses, mis à part la recharge des armes et de la vie. Les niveaux sont plus complexes, mais le site indique une répétitivité des phases de combat. GameSpot relève deux points essentiels différenciant le jeu de son modèle : le monde est considérablement plus grand et le jeu est encore plus centré sur les combats. Le site remarque que les ennemis sont plus agressifs et considère que le détecteur à impulsion, en révélant les objets ou passages secrets, réduit drastiquement l'intérêt de l'exploration. Le site note que l'obtention de chaque objet nécessite de permuter très souvent et de maitriser chacun des équipements et des capacités de Samus et de son armure.
Gamekult considère que les véritables apports résident dans la refonte graphique, en trois dimensions et limitée à un gameplay en deux dimensions. Outre un effet laiteux omniprésent, et la perte du sentiment d'angoisse causé par l'épure des graphismes par rapport au jeu original, le site remarque le rapetissement du sprite de Samus. Jeuxvideo.com apprécie les apports artistiques ayant renouvelés les visuels. IGN estime les graphismes très beaux, notamment la totalité des arrière-plans.
Jeuxvideo.com déclare que, comme pour le remake du premier jeu de la série intitulé Metroid: Zero Mission, le jeu est « tellement bon et complet qu’il en devient indispensable à la saga, nous faisant allègrement et facilement oublier l’original ». Le site le considère comme l'un des meilleurs jeux d'action-aventure en deux dimensions des dernières années de sa sortie (2017). IGN juge le jeu plutôt comme un reboot de la série en 2D qu'un remake véritable de Metroid II. Gamekult considère que les quelques boss inédits ne peuvent faire oublier « la sensation d'être devant un Metroid II ayant pris quelques idées de Metroid: Fusion et Metroid: Other M sans tomber dans leur travers bavard, mais aussi sans avoir retenu les leçons de Metroid: Zero Mission ». Le site vidéoludique français juge le jeu globalement bon malgré quelques défauts, mais ne peut s'empêcher de faire la comparaison avec le jeu amateur AM2R lui aussi basé sur Metroid II, que Nintendo a stoppé en août 2016. GameSpot précise qu'en tant que premier jeu de la série Metroid en deux dimensions depuis plus d'une dizaine d'années, Samus Returns fait face à des attentes injustement élevées. Pourtant, il estime que le jeu, en adoptant des éléments de jeux Metroid plus modernes, est un retour à la forme de la série en deux dimensions. Selon Eurogamer, « Metroid: Samus Returns n'est pas un jeu Metroid particulièrement bon ». Pour le site, il reste un remake « noble » réglant de nombreux problèmes de l'original, mais ne règle pas ceux qu'il introduit, comme les problèmes de fluidités dans l'action causés par les contre-attaques.

## Postérité

### Distinctions
Metroid: Samus Returns remporte la récompense du meilleur jeu mobile lors de la Gamescom 2017 Awards. Il obtient également le prix de la catégorie meilleur jeu portable lors de la cérémonie The Game Awards 2017. Lors des Golden Joystick Awards 2017, Nintendo EPD gagne le titre de studio de l'année, alors que le jeu obtient une nomination dans la catégorie jeu Nintendo de l'année. Le jeu obtient le prix du meilleur jeu portable de l'année lors des Game Critics Awards 2017. Lors des Global Game Awards 2017, Nintendo obtient le titre de meilleur éditeur de jeu de l'année. Lors des New York Game Awards 2018, le jeu remporte le prix du meilleur remake. Le jeu obtient également le prix du meilleur jeu sur console portable de l'année 2017 lors de la 21e cérémonie annuelle des D.I.C.E. Awards 2018 organisée par l'Academy of Interactive Arts and Sciences. Il est également nommé pour la 17e édition des NAVGTR Awards dans la catégorie conception des contrôles, 2D et 3D limitée, et bande-son originale de musique légère, franchise.

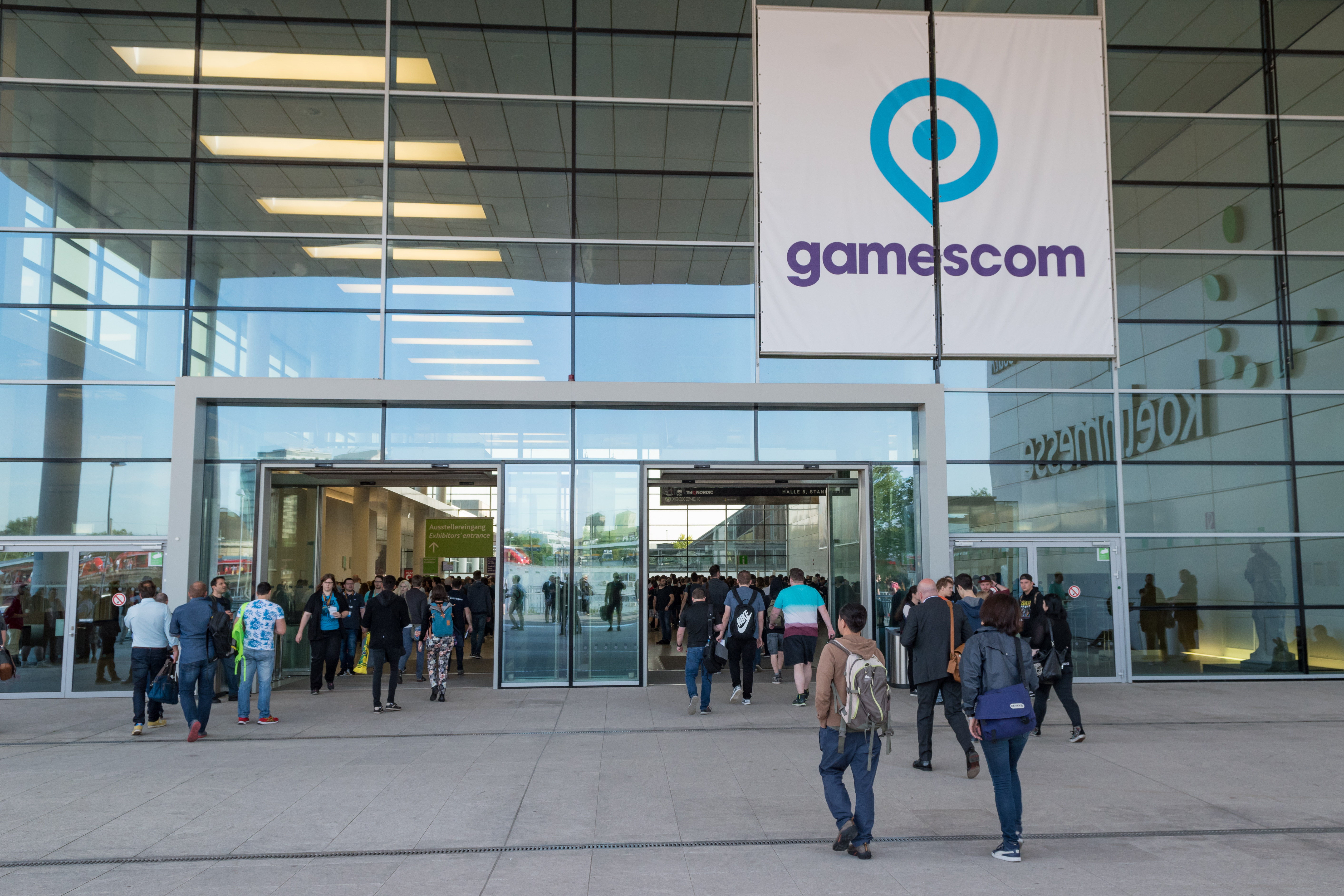
Samus Returns reçoit plusieurs distinctions, dont la récompense du meilleur jeu mobile lors de la Gamescom 2017 Awards (entrée de la Gamescom 2017).

Le site Destructoid décerne au jeu le prix du meilleur jeu portable de l'année 2017. IGN le désigne meilleur jeu Nintendo 3DS dans le cadre de leur classement Best of 2017 Awards. GameSpot le classe parmi les cinq meilleurs jeux Nintendo 3DS de l'année 2017. Game Informer lui décerne le prix des meilleurs jeux mobiles/exclusivement sortis sur portable dans leur classement Best of 2017 Awards et celui de meilleur jeu portable dans la catégorie meilleur jeu d'action de l'année 2017,. Les lecteurs de Game Informer lui décerne la seconde place dans le classement des meilleurs jeux mobiles/exclusivement sortis sur portable. À l'occasion de la sortie du jeu le 15 septembre 2017, Pixel - Le Monde.fr réalise un classement des meilleurs jeux de la série Metroid, dans lequel il est désigné 4e meilleur jeu. GamesRadar+ le place au 10e rang de son classement des 25 meilleurs jeux Nintendo 3DS de tous les temps. En décembre 2017, Jeuxvideo.com le classe parmi les meilleurs jeux Nintendo 3DS de l'année 2017. Le 18 décembre 2017, le site Polygon lui accorde la 30e place de son classement des cinquante meilleurs jeux de 2017.

### Série
Lors d'une interview donnée à Famitsu en juin 2017 lors de l'annonce du jeu, Sakamoto déclare que le potentiel de création de jeux Metroid en deux dimensions est encore plus important que ce qui a été proposé dans ce remake. Il évoque aussi la sortie d'une nouvelle console, la Nintendo Switch, dont il pense qu'elle pourrait accueillir un de ces jeux.

### Citation du jeu
1. ↑  MercurySteam en collaboration avec Nintendo. Metroid: Samus Returns (Nintendo 3DS). Nintendo. 15 septembre 2017.

### Ressources secondaires
1. 1 2 3 4 5 6 7 8 9 10 11  (en) Ben Reeves, « Metroid: Samus Returns Is A Remake That Feels Original », sur Game Informer, 4 septembre 2017.
2. 1 2 3 4 5 6  (en) Kat Bailey, « Metroid: Samus Returns Review: A Near Perfect Remake of an Underappreciated Gem », sur USgamer, 12 septembre 2017.
3. 1 2 3 4  (en) Chris Kohler, « Metroid: Samus Returns: The Kotaku Review », sur Kotaku, 15 septembre 2017.
4. 1 2 3 4 5 6 7 8 9 10  (en) Andrew Webster, « Samus Returns is a confident throwback to Metroid’s roots », sur The Verge, 14 juin 2017.
5. 1 2 3 4 5 6  (en) Allegra Frank, « Metroid: Samus Returns comes to Nintendo 3DS this year (update) », sur Polygon, 13 juin 2017.
6. 1 2 3 4 5 6  (en) « Metroid: Samus Returns - Developer Diary (Nintendo 3DS) », sur YouTube, Nintendo, 14 juin 2017.
7. ↑  (en) The Official Nintendo Player's Guide, Tatsumi Yamashita, 1987, 162 p., p. 52-59.
8. ↑  (en) Matt Weinberger, « After 26 years, Nintendo is bringing back a forgotten classic 'Metroid' game for a gorgeous remake », sur Business Insider, 13 juin 2017.
9. ↑  (en) Paul Tamburro, « Metroid: Samus Returns Ending Will Change the Future of the Series », sur Game Revolution, 15 octobre 2017.
10. 1 2  (en) Chris Pereira, « E3 2017: Metroid 2 Remake Samus Returns Coming To 3DS, Release Date And Special Edition Confirmed », sur GameSpot, 13 juin 2017.
11. 1 2 3 4 5 6 7 8 9 10 11 12 13  (en) « Metroid: Samus Returns (Interview de Yoshio Sakamoto sur la conversion) », Retro Gamer, no 174,‎ novembre 2017, p. 88-91.
12. 1 2 3 4  (en) Jason Schreier, « Nintendo Has A Second Metroid Too, Metroid: Samus Returns For 3DS [Update: Gameplay Details] », sur Kotaku, 13 juin 2017.
13. 1 2 3 4  (en) Tom Phillips, « Returning to Metroid », sur Eurogamer, 23 août 2017.
14. 1 2 3 4 5 6 7 8 9  Anagund, « Test Metroid Samus Returns : Un des meilleurs jeux d'action/aventure 2D de ces dernières années ! sur 3DS », sur Jeuxvideo.com, 13 septembre 2017.
15. 1 2  (en) Tom Phillips, « Metroid: Samus Returns announced for 3DS », sur Eurogamer, 13 juin 2017.
16. 1 2 3  « Aperçu Metroid : Samus Returns - Un remake classieux pour un classique sur 3DS », sur Jeuxvideo.com, 22 juin 2017.
17. 1 2 3 4  (en) Jason Schreier, « Nintendo Has A Second Metroid Too, Metroid: Samus Returns For 3DS Update: Gameplay Details », sur Kotaku, 13 juin 2017.
18. ↑  (en) Allegra Frank, « Metroid: Samus Returns comes to Nintendo 3DS this year (update) », sur Polygon, 13 juin 2017.
19. ↑  Julien Hubert, « Metroid Samus Returns : Achat obligatoire des amiibo pour avoir le jeu complet », sur Gameblog, 31 juillet 2017.
20. ↑  (en) Michael McWhertor, « Metroid: Samus Returns’ hard mode seemingly locked behind amiibo », sur Polygon, 31 juillet 2017.
21. ↑  (en) Matt Kim, « Nintendo Addresses the Metroid: Samus Returns Amiibo Controversy », sur USgamer, 8 août 2017.
22. 1 2 3 4 5 6 7 8 9 10  (en) Kevin Knezevic, « E3 2017: Metroid's Producer Talks MercurySteam's Contributions To Samus Returns », sur GameSpot, 15 juin 2017.
23. 1 2  (en) « Metroid: Samus Returns - Game Reveal - Nintendo E3 2017 », sur YouTube, Nintendo, 15 juin 2017.
24. ↑  (en) Shabana Arif, « Metroid: Samus Returns Collector’s Edition for Europe is bloody marvellous », sur VG247, 26 juin 2017.
25. ↑  (en) Andrew Webster, « Nintendo is releasing a sleek Metroid-themed 3DS in time for Samus’ return », sur The Verge, 8 août 2017.
26. ↑  (ja) 小西利明, « 「メトロイド サムスリターンズ」発売に合わせた特別デザインの3DS LLが直販限定で発売に。サントラCD付き特装版や新amiiboも登場 », sur 4Gamer.net,‎ 8 août 2017.
27. ↑  (ja) « メトロイド サムスリターンズ », Famitsu, no 1501,‎ septembre 2017 (lire en ligne).
28. ↑  (en) Ben Reeves, « Metroid: Samus Returns Review – A Charge Blast From The Past », sur Game Informer, 12 septembre 2017.
29. 1 2  (en) Martin Robinson, « Metroid: Samus Returns review », sur Eurogamer, 12 septembre 2017.
30. 1 2 3 4 5 6 7 8  Boulapoire, « Metroid: Samus Returns review, la chasse est rouverte », sur Gamekult, 14 septembre 2017.
31. 1 2 3  (en) Peter Brown, « Metroid: Samus Returns Review », sur GameSpot, 12 septembre 2017.
32. 1 2 3 4 5  (en) Sam Claiborn, « Metroid: Samus Returns Review », sur IGN, 13 septembre 2017, p. 2.
33. ↑  (en) Russ Frushtick, « Metroid: Samus Returns review », sur Polygon, 12 septembre 2017.
34. ↑  (en) « Super Mario Odyssey sweeps Best Of Gamescom awards », sur Metro, 24 août 2017.
35. ↑  (en) Eddie Makuch, « The Game Awards 2017 Winners Headlined By Zelda: Breath Of The Wild's Game Of The Year », sur GameSpot, 8 décembre 2017.
36. ↑  (en) Hannah Dwan, « The 2017 Golden Joystick Awards winners have been revealed », sur The Telegraph, 18 novembre 2017.
37. ↑  (en) Samit Sarkar, « Nintendo and Mario dominate E3 2017 Game Critics Awards », sur Polygon, 28 juin 2017.
38. ↑  (en) « Best Publisher Award Global Game Awards 2017 », sur Game Debate, 24 novembre 2017.
39. ↑  (en) Kayla Whitney, « Complete list of winners of the New York Game Awards 2018 », sur AXS, 25 janvier 2018.
40. ↑  (en) Mog-kubo, « DICE Awards 2018 : La liste des vainqueurs », sur Jeuxvideo.com, 23 février 2018.
41. ↑  (en) « Nominee List for 2017 », sur National Academy of Video Game Trade Reviewers, 9 février 2018.
42. ↑  (en) Chris Moyse, « Destructoid's award for Best Portable Game of 2017 goes to... », sur Destructoid, 21 décembre 2017.
43. ↑  (en) « Best of 2017 Awards: Best 3DS Game », sur IGN, 20 décembre 2017.
44. ↑  (en) Gamespot Staff, « The 5 Best 3DS Games Of 2017 », sur GameSpot, 8 décembre 2017.
45. ↑  (en) Game Informer Staff, « Game Informer's Best Of 2017 Awards », sur Game Informer, 4 janvier 2018.
46. ↑  (en) Matt Miller, « 2017 Action Game of the Year Awards (Page 2) », sur Game Informer, 5 janvier 2018.
47. ↑  (en) Jeff Cork, « Reader's Choice Best Of 2017 Awards », sur Game Informer, 4 janvier 2018.
48. ↑  William Audureau, « Jeux vidéo : quel est le classement des meilleurs « Metroid » ? », Pixel - Le Monde.fr, 13 septembre 2017.
49. ↑  (en) GamesRadar+ staff, « The 25 best 3DS games », sur GamesRadar+, 13 septembre 2017.
50. ↑  Anagund, « Les meilleurs jeux Nintendo 3DS de 2017 », sur Jeuxvideo.com, 6 décembre.
51. ↑  (en) Polygon Staff, « The 50 best games of 2017 », sur Polygon, 18 décembre 2017.
52. ↑  (ja) « 『メトロイド サムス リターンズ』、13年ぶりの横スクロール『メトロイド』新作について、坂本賀勇プロデューサー＆開発会社マーキュリースチームに聞く【E3 2017】 », sur Famitsu,‎ 13 au 15 juin 2017.